# Thomas Ravenscroft
Thomas Ravenscroft (1582 o 1592 – 1635) è stato un compositore inglese del primo Barocco, che fu anche editore e teorico musicale famoso per aver composto diverse round e catch, ma soprattutto per le sue collezioni di musica popolare britannica.

## Biografia

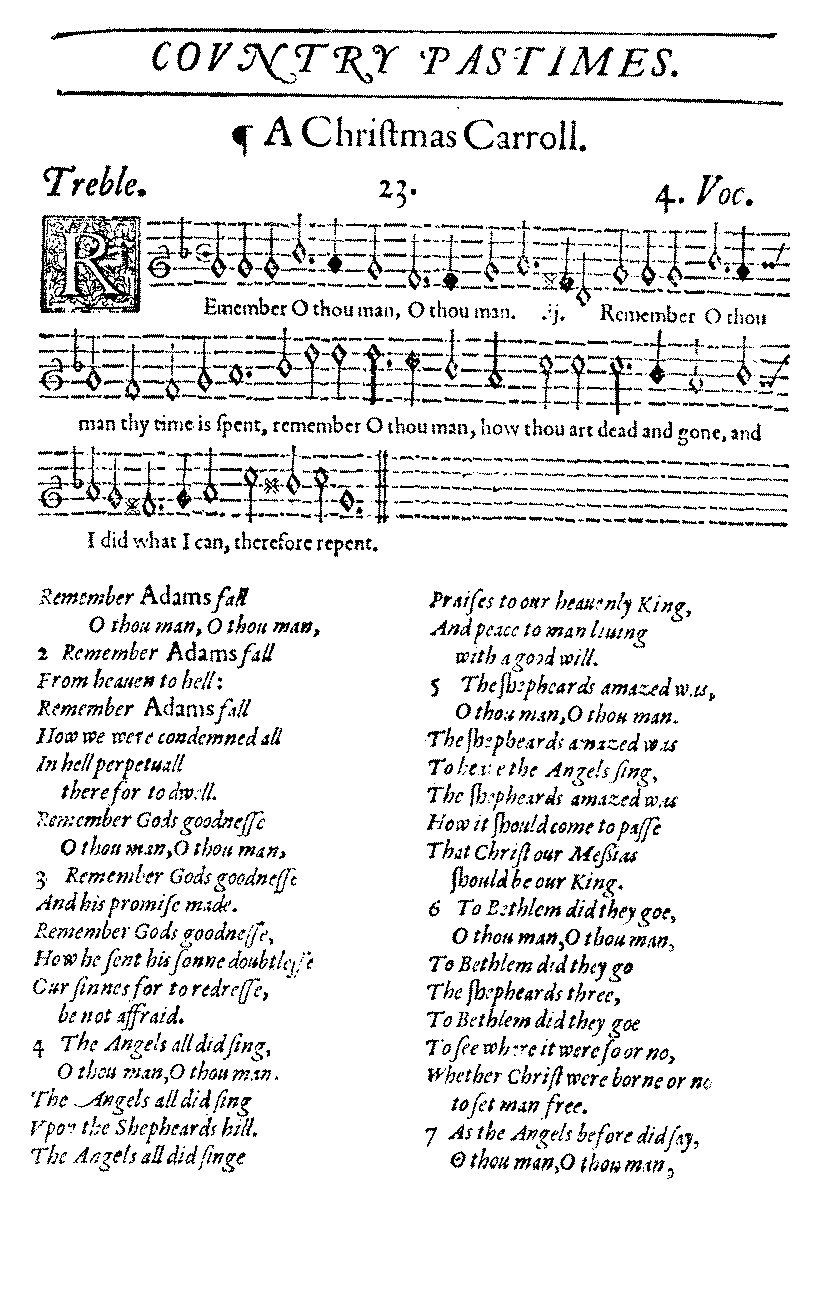
Remember O thou man dal Melismata di Thomas Ravenscroft

Egli probabilmente faceva parte del coro della St Paul's Cathedral dal 1594, quando un "Thomas Raniscroft" era indicato fra i cantori e probabilmente vi rimase fino al 1600, sotto la direzione di Thomas Giles. Probabilmente ricevette un bachelor in musica nel 1605 dall'University of Cambridge.
I suoi principali contributi sono rappresentati dalle sue collezioni di folk music, comprese catch, round, street cries, vendor songs, "freeman's songs" ed altre musiche anonime, in tre diverse collezioni:  Pammelia (1609), Deuteromelia or The Seconde part of Musicks melodie (1609) e Melismata (1611). Diverse delle composizioni da lui pubblicate ottennero straordinaria fama, anche se il suo nome è raramente associato alla musica:. per esempio "Three Blind Mice" appare per la prima volta in Deuteromelia Egli pubblicò anche un salterio musicato  (The Whole Booke of Psalmes) nel 1621. Come compositore i suoi lavori sono stati per la maggior parte dimenticati, ma fra essi vi sono 11 anthem, 3 mottetti a cinque voci e quattro fantasie per consort di viole da gamba.
Oltre alla sua attività di editore e compositore, scrisse due trattati sulla teoria musicale:  A Briefe Discourse of the True (but Neglected) Use of Charact'ring the Degrees ... (London, 1614) e A Treatise of Musick, rimasto manoscritto e non pubblicato.